# Cephaloniscus sociabilis
Cephaloniscus sociabilis är en kräftdjursart som beskrevs av Franco Ferrara och Stefano Taiti 1989. Cephaloniscus sociabilis ingår i släktet Cephaloniscus och familjen myrbogråsuggor. Inga underarter finns listade i Catalogue of Life.